# Museumsdorf Volksdorf

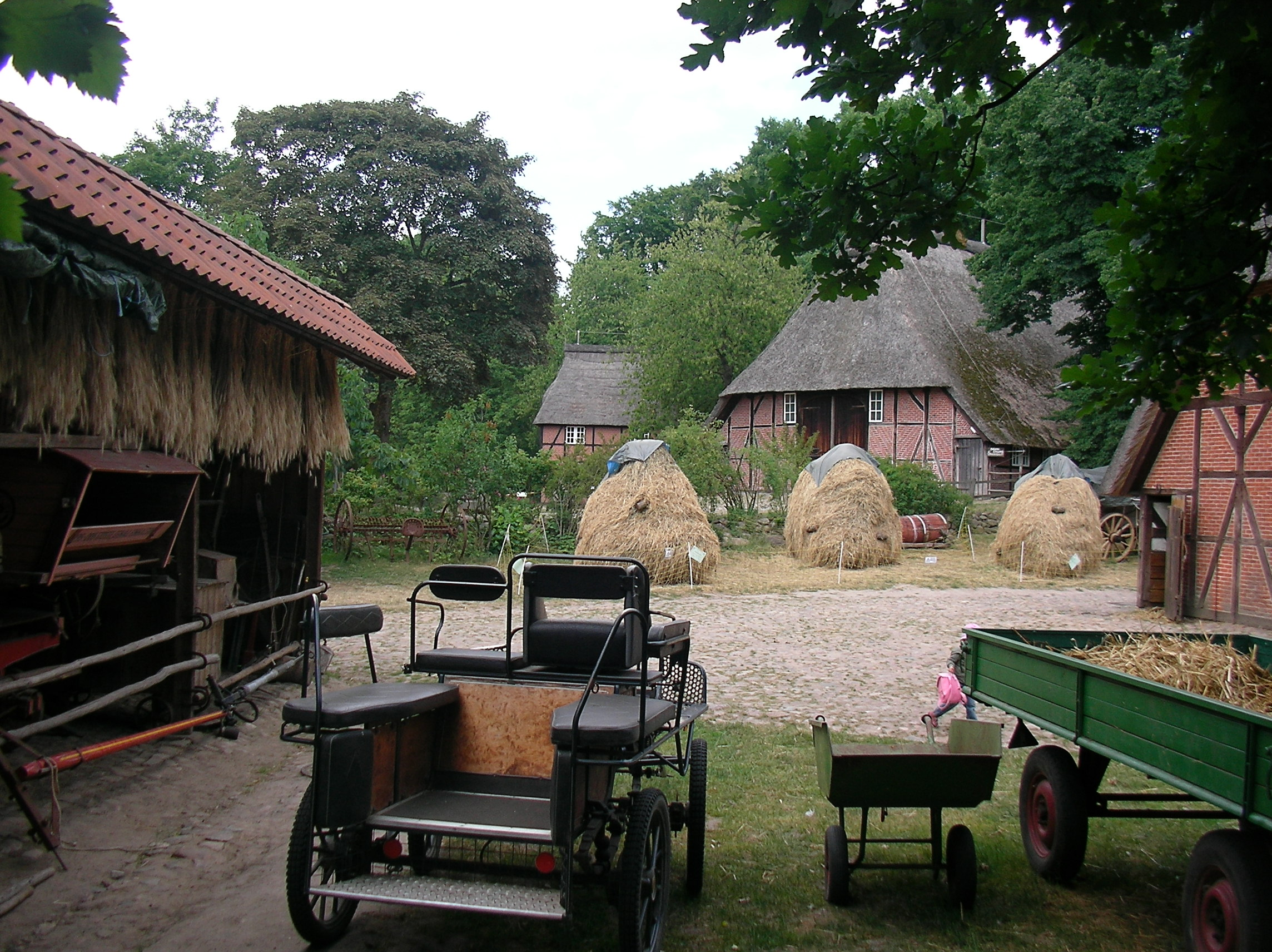
Museumsdorf Volksdorf

Das Museumsdorf Volksdorf ist ein Freilichtmuseum in Hamburg-Volksdorf. Es besteht aus sieben Wohn- und Wirtschaftsgebäuden aus dem 17. bis 19. Jahrhundert und einer Ausstellung mit Haus- und Arbeitsgeräten. Drei der Gebäude stehen an ihrem Originalstandort, die anderen wurden aus der Umgebung in das Museumsdorf Volksdorf transloziert oder nach alten Gebäuden neu errichtet. An Gewerketagen werden alte Handwerkstechniken vorgeführt.
Das Museumsdorf Volksdorf wird vom Verein De Spieker fast ausschließlich ehrenamtlich betrieben und erhalten. Die für den Betrieb erforderlichen Mittel werden durch den Verein  aus Mitgliederbeiträgen, Spenden und Einnahmen aus Veranstaltungen aufgebracht. Eigentümerin der Gebäude ist die „Stiftung Museumsdorf Volksdorf“, die auch die finanziellen Mittel für Investitionen zum Erhalt der Gebäude sammelt und zur Verfügung stellt.
Das Gelände ist, außer montags, frei zugänglich, die Innenräume können nur mit Führungen besucht werden.

## Geschichte
1960 standen auf dem heutigen Gelände des Museumsdorfes:
- das um 1624 erbaute und sichtbar verfallene Spiekerhus,
- der nach einem Brand 1757 wieder aufgebaute Harderhof, in dem der städtische Bauhof untergebracht und der heruntergekommen war,
- das wohl ebenso alte Instenhaus, der heutige Dorfkrug, das in Wohnungen aufgeteilt und vermietet war.

Ein Planungsentwurf der Baubehörde sah damals vor, die Gebäude abzureißen und auf dem Gelände mehrgeschossige Wohnhäuser zu errichten. Durch das Engagement von Volksdorfer Bürgern wurden diese Planungen nicht realisiert. 
Voraussetzung für die Gründung des Museums war, dass ein geeigneter Träger gefunden wurde, da die Behörden der Stadt Hamburg nicht bereit waren, das finanzielle Risiko zu tragen. So wurde 1962 der Verein „DE SPIEKER – Gesellschaft für Heimatpflege und Heimatforschung in den Hamburgischen Walddörfern e. V.“ gegründet. 
In den folgenden Jahren gelang es dem Verein, weitere Gebäude umzusetzen bzw. zu rekonstruieren. Dadurch wurde ein überliefertes Dorfbild des stormarnischen Geestlandes geschaffen, das jetzt in seiner Gesamtheit unter Denkmalschutz steht. Zu Beginn der 1990er Jahre entwickelte der Verein das Konzept des „Lebendigen Museums“: Gewerketage und ähnliche Veranstaltungen wurden regelmäßig und mit steigendem Interesse bei den Besuchern durchgeführt. Ein besonderes Augenmerk wurde auf die Museumspädagogik gelegt. Aus dem erhaltenen Teil des alten Volksdorfer Dorfkerns entwickelte sich zunehmend ein lebendiger Mittelpunkt des neuen Volksdorfs. Dazu trug auch die Ausweitung der Tierhaltung bei. Insbesondere die Arbeit mit den angeschafften Kaltblutpferden liefert Besuchern einen realistischen Einblick in die Arbeit und das Leben einer Volksdorfer Bauernfamilie um das Jahr 1900.
Bei Untersuchungen wurden Anfang der 2000er Jahre erhebliche bauliche Mängel an den Gebäuden festgestellt, die eine umfassende Sanierung notwendig machten. Nachdem die Stadt Hamburg erneut nicht bereit war, die Kosten dafür zu übernehmen, gelang es dem Trägerverein mit großer Unterstützung der örtlichen Bevölkerung, vielen Spendern, Stiftern und Organisationen die erforderlichen Mittel aufzutreiben und ein umfassendes Konzept zur Erhaltung sowie zur denkmalgerechten Rekonstruktion umzusetzen.
Dazu wurde nach langen Verhandlungen zwischen der Stadt Hamburg und dem Verein im Jahre 2007 die „Stiftung Museumsdorf Volksdorf“ gegründet. In ihr wurden das Grundstück mit den der Stadt gehörenden Häusern sowie die Häuser, die Eigentum des Vereins waren, als Stiftungsvermögen zusammengefasst. Das Gelände des Museumsdorfes wurde langfristig von der Stadt Hamburg gepachtet. Aufgabe der Stiftung ist es, dauerhaft Mittel für den Erhalt der historischen Gebäude aufzubringen sowie nötige Investitionen zu tätigen.

## Gebäude

### Spiekerhus

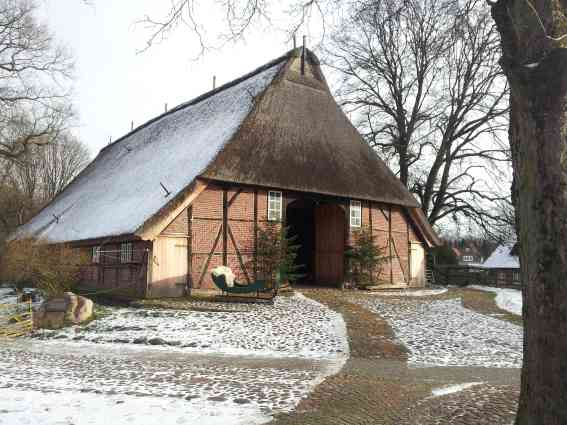
Das Spiekerhus im Museumsdorf

Das Spiekerhus ist das älteste Volksdorfer Haus. Es steht immer noch an der Stelle, an der es im Jahr 1624 errichtet wurde. Von der Konstruktion her handelt es sich um ein niederdeutsches Fachhallenhaus in Zwei-Ständer-Bauweise. Die Länge beträgt 26 m, die Breite 13,5 m. Seitlich der Ständer befinden sich die Kübbungen, in denen entlang der Deel (hochdeutsch: „Diele“) ehemals das Vieh untergebracht war. Im Anschluss an die Diele verläuft quer – ohne bauliche Trennung – das Flett, der ursprüngliche Aufenthaltsbereich für die Bewohner des Hauses mit der Feuerstelle, dem Esstisch und vergrößerten Fenstern. 
Die Herdstelle auf dem Flett wird zum Schutz gegen Funkenflug durch einen „Füerrähm“ überspannt, der durch einen Kreuzbaum gestützt wird. 
Da Flett und der Dielenbereich räumlich nicht getrennt sind, bezeichnet man diese Bauart als Flettdielenhaus. 

### Harderhof

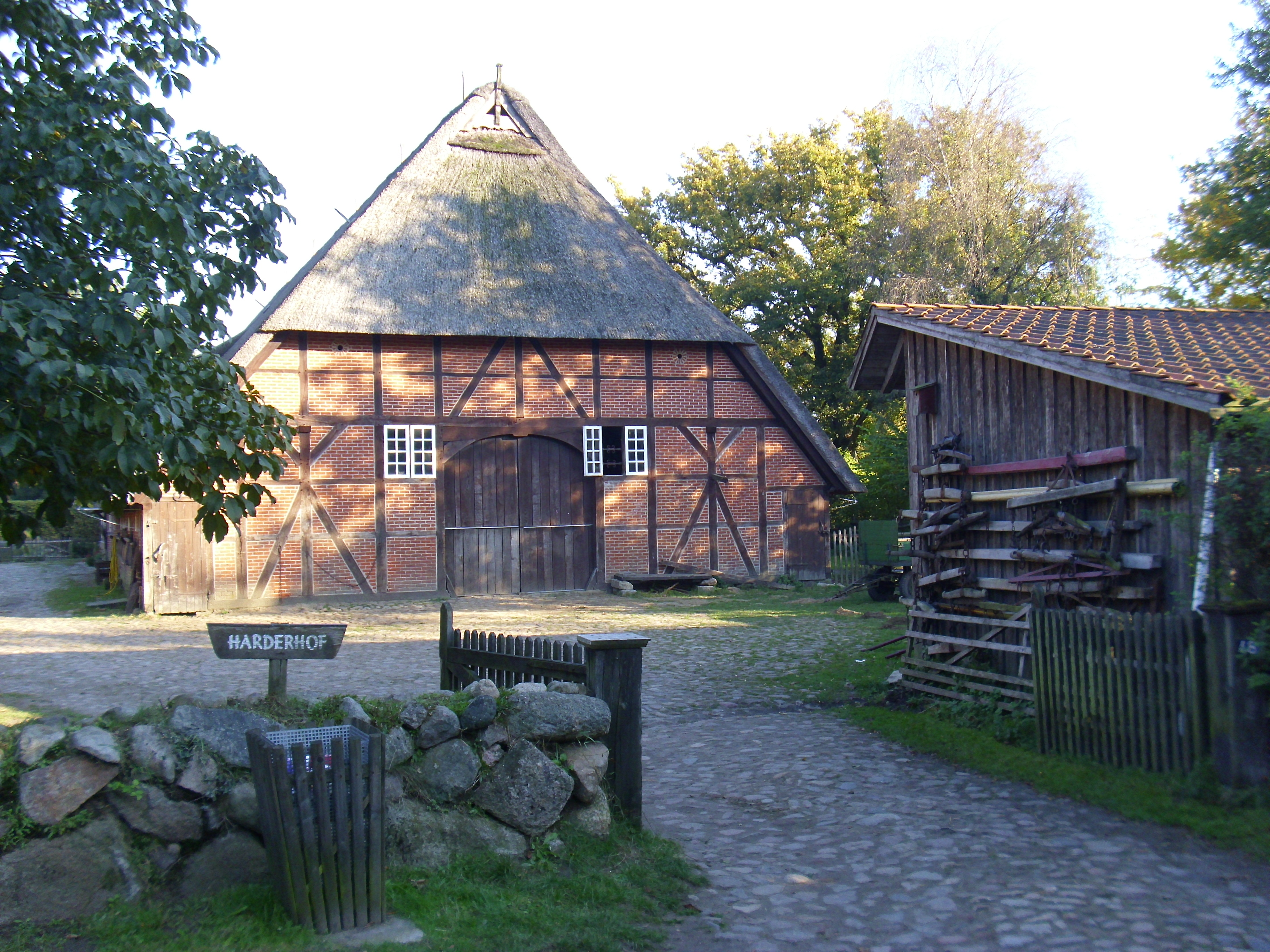
Der Harderhof ist das größte Gebäude im Museumsdorf

Das Haus wurde 1757 nach einem Brand an dieser Stelle errichtet. Bis 1935 wurde es bewohnt, anschließend diente es der Stadt bis zur Übernahme durch den Verein „DE SPIEKER“ im Jahr 1962 als Bauhof. 
Das Gebäude brannte 1967 nach einer Brandstiftung völlig aus, wurde aber unter Verwendung noch brauchbarer Originalteile wieder aufgebaut.
Von der Konstruktion her handelt es sich um ein niederdeutsches Fachhallenhaus in Zwei-Ständer-Bauweise. Seitlich der Ständer befinden sich Kübbungen, in denen entlang der Deel die Ställe angelegt waren und sind. Im Anschluss an die Deel verläuft quer und ohne bauliche Trennung das Flett, der ursprüngliche Aufenthaltsbereich für die Bewohner des Hauses mit vergrößerten Fenstern für mehr Licht.
Mit einer Breite von 14 m und fast 29 m Länge ist der Harderhof das größte Gebäude im Museumsdorf. Im Inneren ist es wie ein klassisches Flettdielenhaus gegliedert – Diele und Flett gehen ineinander über. Das Kammerfach erstreckt sich über die gesamte Hausbreite, eine Durchfahrt ist deshalb nicht möglich. Die zwei beheizbaren Dönsen boten einen vergleichsweise gehobenen Wohnkomfort. 
Hinter dem Harderhof befindet sich ein nach historischen Vorbildern als Kunstobjekt angelegter Niederdeutscher Bauerngarten, der durch eine Sammlung heimischer Gewürz- und Heilpflanzen ergänzt wird. 

### Dorfkrug
Ursprünglich wurde das im 18. Jahrhundert errichtete Gebäude als Instenhaus an Leute vermietet, die auf dem Harderhof als Tagelöhner arbeiten mussten (den so genannten Insten). Mit Grundrissmaßen von 10,70 × 13,60 m ist es viel kleiner als ein Haupthaus, trotzdem beherbergte es zwei Familien mit Vieh und Vorräten. Es handelt sich wieder um ein Fachhallenhaus mit Deel, Flett und Kammerfach, das wie ein verkleinertes Haupthaus erscheint. Ein Durchgang führt zu einer Tür im Wohngiebel und trennt die Wohnbereiche der beiden Familien.
Der Dorfkrug ist vom Gelände des Museumsdorfs aus nicht direkt zugänglich. Im Inneren wurde das Haus als Restaurant hergerichtet.

### Wagnerhof

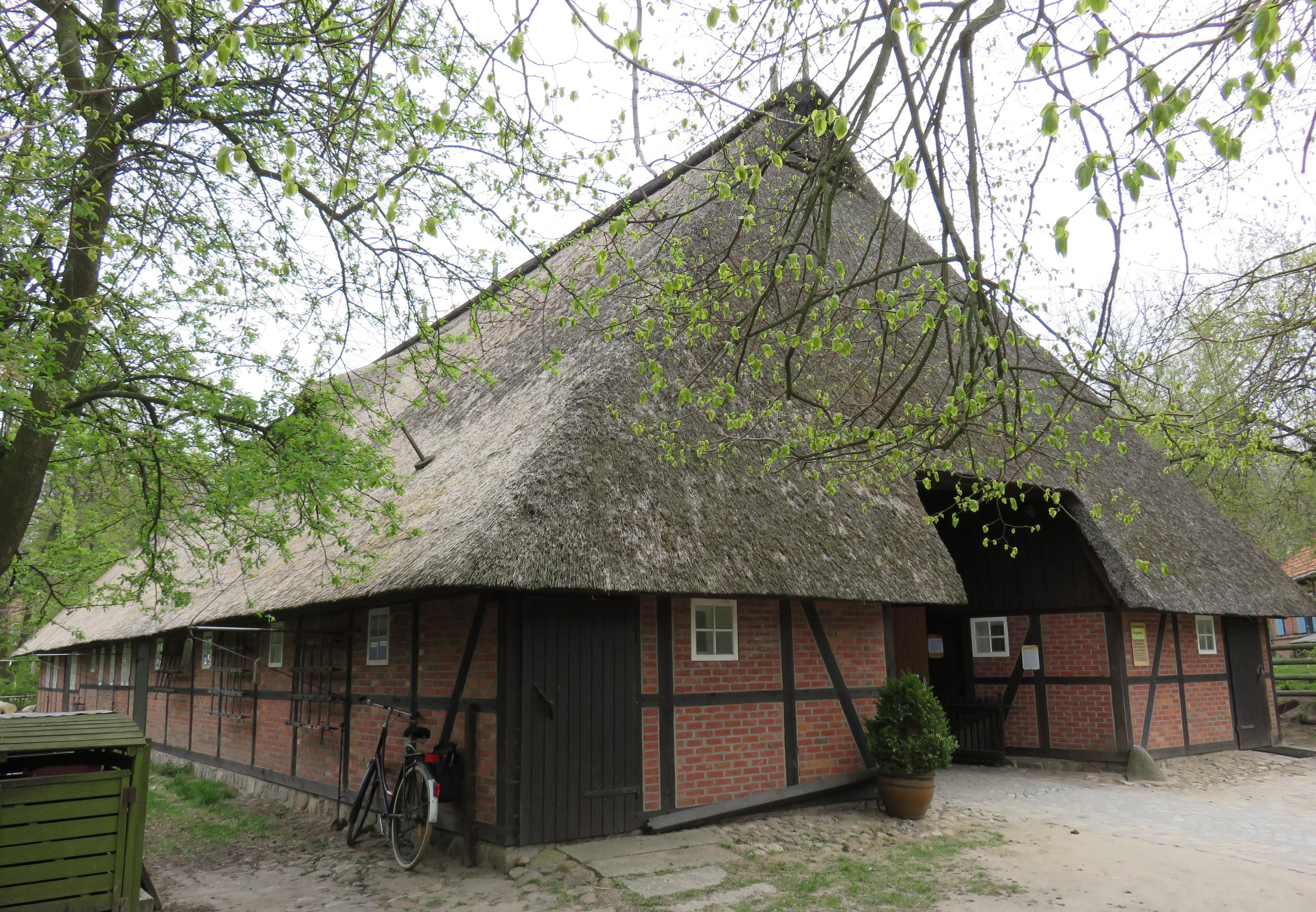
Der Wagnerhof mit integriertem Veranstaltungssaal

Der Wagnerhof ist der Nachbau eines Gebäudes, das ca. 300 m vom jetzigen Standort entfernt gestanden hat.
Das Vorbild wurde im 17. Jahrhundert errichtet und im Laufe der Zeit mehrfach umgebaut. 1953 wurde das Gebäude wegen Einsturzgefahr abgebrochen und in den Jahren 1983–1989 nach alten Bestandszeichnungen im Museumsdorf mit neuen Hölzern nachgebaut. Dabei wurde angestrebt, den ursprünglichen Erbauungszustand zu rekonstruieren. Von außen fällt das an einer Giebelseite tief herabgezogene Dach (Walm) auf. Um aber mit einem voll beladenen Erntewagen in das Haus hineinfahren zu können, musste das Einfahrtstor (Groot Döör) zurückverlegt werden. Dadurch entstand ein windgeschützter Vorraum (Heckschuur), der häufig durch ein Holzgatter (Heck) verschlossen werden konnte. Das Haus hat Ausmaße von 12,20 m Breite und gut 28 m Länge. 2009 wurde das Gebäude innen zu einem zeitgemäß ausgestatteten Saal umgebaut, der für Veranstaltungen, Feiern und Eheschließungen genutzt wird.

### Grützmühle

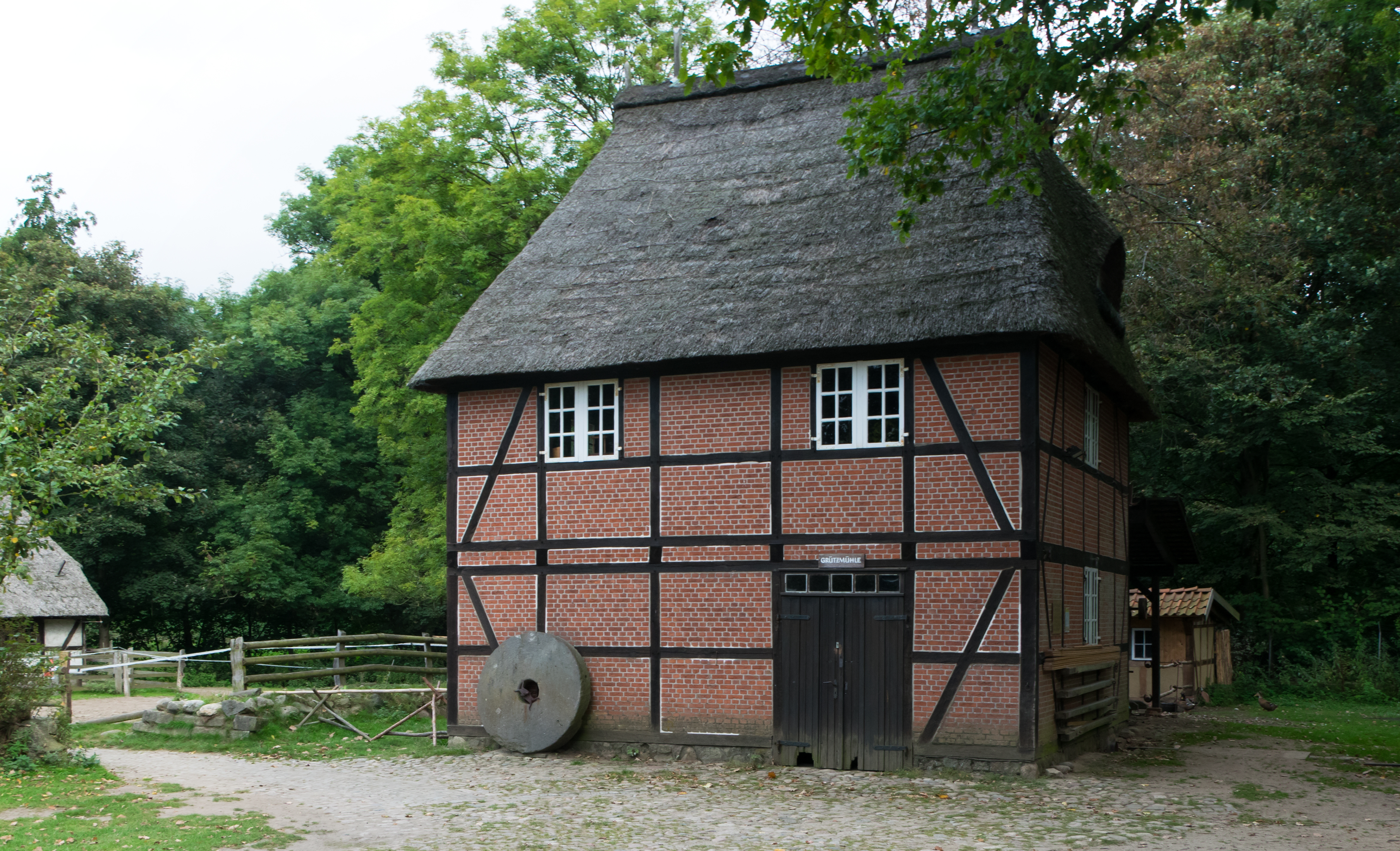
Außenansicht der Grützmühle

1966/1967 wurde das Gebäude der Grützmühle im Museumsdorf Volksdorf am ehemaligen Platz einer Altenteilerkate, die zu dem benachbarten Hof gehörte, nach alten Plänen rekonstruiert. Das originale Mahlwerk wurde betriebsfertig hergerichtet, das Mühlengebäude wurde drumherum gebaut. 
Ursprünglich wurde die Grützmühle 1841 in Hummelsbüttel errichtet und dort bis 1885 betrieben. Danach verfiel das Gebäude, es musste 1962 endgültig abgerissen werden. Vor dem Abriss wurde das Mahlwerk aufgemessen, geborgen und vorübergehend im Harderhof, damals städtischer Bauhof, eingelagert. 
Bei dem Bau handelt es sich um ein einfaches zweistöckiges Fachwerkhaus mit der Grundfläche von 7,60 m × 6,90 m, das nur dem Mahlbetrieb diente. Im Erdgeschoss ist ein Pferdegöpel als Antrieb untergebracht (Rossmühle), im Obergeschoss befinden sich zwei Mahlgänge sowie die gesamte zum Mühlenbetrieb erforderliche Ausrüstung: Waagen, Hohlmaße, Getreidereiniger u. a. 

### Schmiede mit „Emmis Krämerladen“

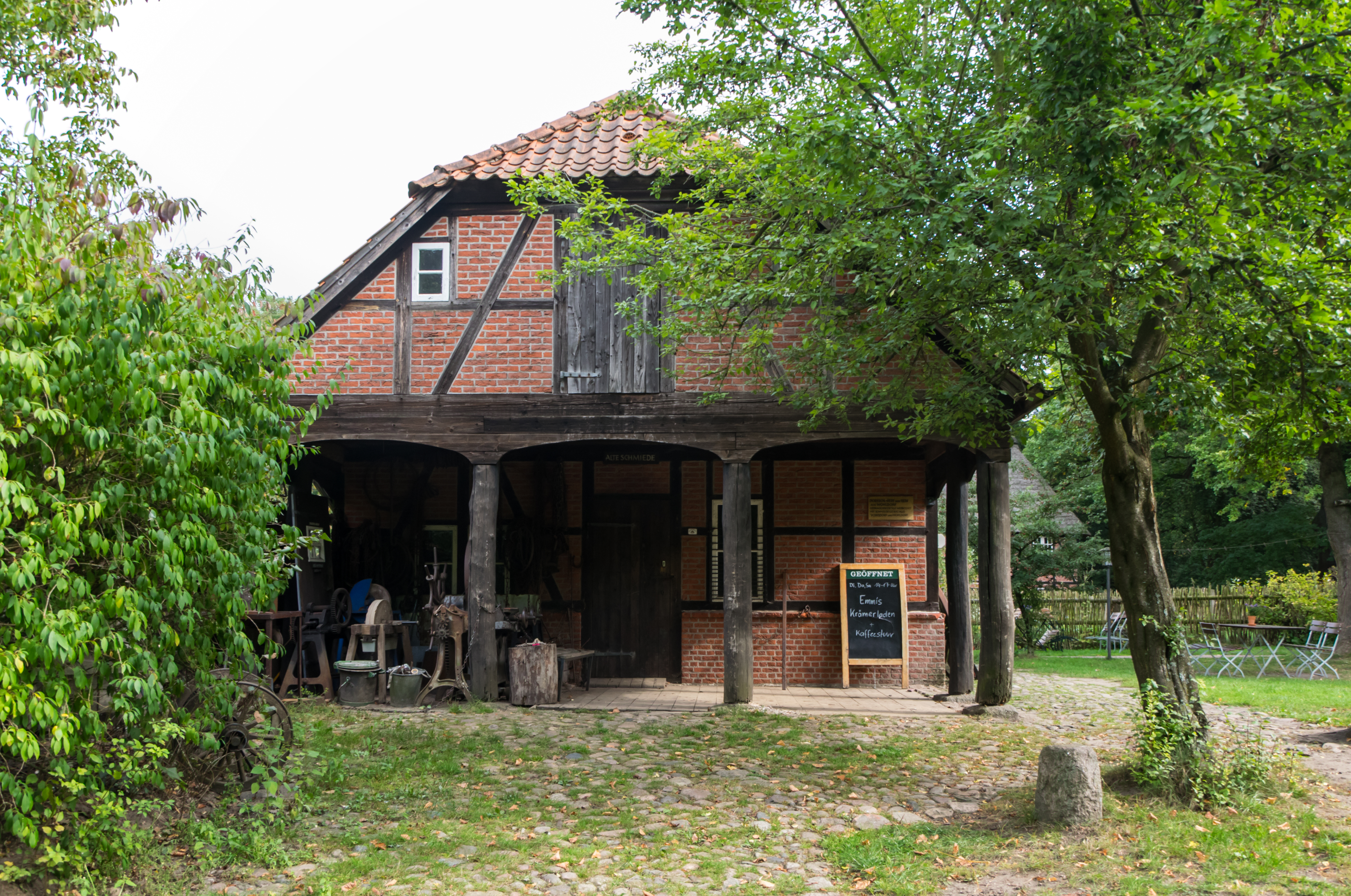
Die Schmiede beherbergt auch Emmis Krämerladen

Die Schmiede ist ein 1976/1977 im Museumsdorf errichteter Nachbau der Wohldorfer Schmiede, Duvenstedter Triftweg 50. Vermutlich wurde sie dort 1832 errichtet und bis mindestens 1948 (lt. Angabe von Alexander Sauerland, dessen Vater dort seine Pferde beschlagen ließ) betriebenen; lt. Branchenverzeichnis existierte der Betrieb noch 1955. Das Original in Wohldorf verfiel langsam und unbeachtet. "Das Gebäude stürzte 1990 ein."
Bauherr war damals derselbe Cord Hinrich Bock, Hufner in Ohlstedt, der die Schulkate von Volksdorf 1830 aufkaufte und nach Ohlstedt umsetzte (translozierte). 
Die Besonderheit der Schmiede ist eine drei Meter tiefe Laube, die durch sechs starke Eichenstämme gebildet wird. Hier werden auch heute wieder Pferde beschlagen. Es wird vermutet, dass der Bauherr während seiner Gesellenwanderschaft in den deutschen Ostgebieten diesen für die norddeutsche Gegend eher untypischen Haustyp kennengelernt hat. Die Schmiede ist mit Dachpfannen „hart“ gedeckt. Die Mehrkosten für die Tonpfannen musste der Schmied in Kauf nehmen, weil die Brandgefahr durch das funkensprühende Schmiedefeuer sonst zu groß war. Die Werkstatt, die originalgetreu wiederhergestellt wurde, schließt an die Laube an.
Im anschließenden Wohnteil hat der Verein „Emmis Krämerladen“ eingerichtet. Er entspricht dem Stil einer Gemischtwarenhandlung vor etwa hundert Jahren. Sie ist regelmäßig geöffnet, es gibt alles, was für Haus und Hof von Nutzen ist. Im Obergeschoss ist ein Wäschezimmer eingerichtet.

### Durchfahrtscheune
Die Durchfahrtscheune ist im Jahr 1652 im lauenburgischen Dorf Schnakenbek an der Elbe errichtet worden. Die Jahreszahl ist in der Inschrift über dem Einfahrtstor eingeschnitzt. Das Gebäude wurde 1972 in das Museumsdorf umgesetzt, d. h. das Holzgerippe wurde in Schnakenbek abgebaut und im Museumsdorf mit neu ausgefüllten Gefachen wieder zusammengesetzt.
Die Besonderheit des Gebäudes besteht darin, dass das Traggerüst aus drei Ständerreihen (Dreiständerbau) besteht, die über eine Ankerbalken-Konstruktion zusammengehalten werden. Innen ist die Scheune völlig offen, der Besucher kann den Aufbau in allen Details ansehen. 
Die Ernte wurde, wie es für Scheunen charakteristisch ist, vom Erdboden bis zum Dach gestapelt. Eine Zwischendecke ist nicht vorhanden. Die Durchfahrt (Scheunentore vorn und hinten) ermöglicht ein schnelles Be- und Entladen der Wagen. 
Die Scheune wird jetzt als Ausstellungsraum für größere ländliche Fahrzeuge wie verschiedene Reise- und Gebrauchsfahrzeuge (Kutschen, Erntewagen) genutzt.

### Backhütte und Backhaus
Ein Backhaus gab es früher auf jedem großen Hof, seltener einen alleinstehenden Backofen. Etwa alle 3 – 4 Wochen wurde gebacken, nicht nur für den Bauernhof selbst, auch für die benachbarten „kleinen Leute“.
Wegen der Feuergefährlichkeit hatten Backhaus oder Backofen ihren Platz weit ab von den anderen Gebäuden, das Dach war deshalb auch mit Tonpfannen gedeckt. 
Der zum Harderhof gehörende Backofen steht frei und ist nur durch ein Tonpfannendach vor Regen geschützt. Er hat einen aus Feldsteinen gemauerten Sockel. Darüber befindet sich ein aus Strohlehm errichtetes Gewölbe. Der Fußboden besteht aus Kopfsteinpflaster.

## Veranstaltungen
An den im Jahreslauf veranstalteten diversen Fest- und Gewerketagen werden alte Handwerkstechniken vorgeführt – wie zum Beispiel die Ernte von Heu, Getreide, Kartoffeln und Flachs, der Anbau von Obst, Gemüse und Küchenkräutern, die Arbeit des Dorfschmieds, der Betrieb der Mühle, die Wald- und Feldarbeit mit Kaltblutpferden und die Bäckerei am historischen Dorfbackofen.  
Außerdem finden auf dem Museumsgelände im Jahreslauf vier historische Märkte statt: Die Bauern- und Pflanzenmärkte im Frühjahr und Herbst, die „Johanneshöge“ Ende Juni sowie ein historischer Weihnachtsmarkt.